# Wagah

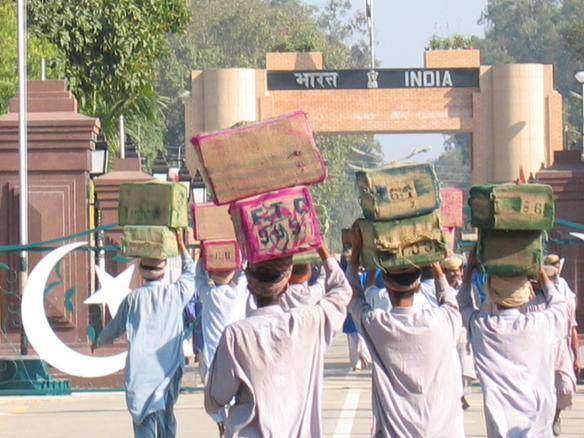
Pessoas prestes a cruzar a fronteira de Wagah.

Wagah (वाघा em hindi,واگها em urdu) é uma cidade onde fica a única passagem da fronteira Índia-Paquistão, na rota do "Grand Trunk Road" entre as cidades de Amritsar (Índia) e Lahore (Paquistão).
Por Wagah passa a polémica linha Radcliffe. A cidade foi dividida aquando da partição da Índia em agosto de 1947. Assim, a metade oriental faz parte da Índia, e a ocidental do Paquistão.
Em cada final do dia, Wagah assiste a uma cerimónia em que se faz o fecho da fronteira. Soldados de ambos os países protagonizam uma pitoresca dança, carregada de belicosidade, que termina com o arrear das bandeiras.